# Tipula mocoa
Tipula mocoa är en tvåvingeart som beskrevs av Alexander 1913. Tipula mocoa ingår i släktet Tipula och familjen storharkrankar.
Artens utbredningsområde är Colombia. Inga underarter finns listade i Catalogue of Life.